# Гол в Спасские ворота
«Гол в Спасские ворота» — советский кинофильм 1990 года режиссёра Павла Любимова по сценарию Станислава Токарева.

## Сюжет
Олимпийские игры 1952 года. Футбольные матчи между сборной СССР и Югославией привлекают пристальное внимание поссорившихся к тому времени политических вождей этих стран… Как только сборная СССР по футболу проигрывает решающий матч, у команды ЦДСА, из которой состоит сборная, — назначаются неприятности — вину за поражение пытаются возложить на игроков команды, по указке сверху команду расформировывают.
Фильм хотя и основыван на реальном матче и содержит кадры кинохроники, однако, сюжет является художественным вымыслом, дополнен историей любви вымышленных персонажей — форварда сборной и начинающей актрисы. Персонажи фильма не основываются с реальных прототипах. Финальные титры:

Участие сборной СССР в Олипиаде-1952 и проигрыш 1:3 Югославии — единственный подлинный факт в этой придуманной авторами истории. Тем более не следует искать сходства между героями этого фильма и действительными участниками того исторического матча.

## В ролях
- Анатолий Котенёв — Всеволод Лосев, ведущий футболист сборной СССР
- Александра Яковлева — Людмила, актриса, невеста Лосева
- Борис Ципурия — Георгий, член советской делегации
- Юрий Кузнецов — Пахомов, член советской делегации, чекист
- Юрий Лазарев — Борис Андреевич Валентинов, тренер сборной СССР
- Виктор Проскурин — Николай Николаевич Романов, председатель Спорткомитета
- Борис Токарев — Александр Шелепин, комсомольский работник
- Борислав Брондуков — Михал Михалыч, сотрудник Комитета по делам физической культуры и спорта при Совете Министров
- Борис Бачурин — Алексей, капитан команды
- Леонид Евтифьев — Иванович, югославский полковник
- Георгий Бурджанадзе — Петорович, югославский офицер
- Ирина Аверина — Таня, жена Петоровича
- Виктор Ельцов — полковник, отец Тани
- Людмила Степченкова — Лена, сестра Людмилы
- Валентина Березуцкая — соседка Людмилы
- Даниил Нетребин — Николай Васильевич, работник Спорткомитета
- Татьяна Божок — Наташа, работница Спорткомитета